# Metallura theresiae
La metalura de Teresa, colibrí cobrizo o colibrí rojo cobrizo (Metallura theresiae), es una especie de ave apodiforme de la familia Trochilidae (los colibríes) perteneciente al género Metallura. Es endémico de regiones alto-andinas del centro norte de Perú.

## Distribución
Se distribuye por la pendiente oriental de los Andes desde la cordillera de Colán en Amazonas, al sur del río Marañón, hacia el sur hasta la cordillera Carpish en el centro de Huánuco.
Esta especie es considerada bastante común en sus hábitats naturales: los bordes de bosques nubosos y páramos arbustivos, en altitudes entre 2800 y 3550 m.

## Descripción
Es una especie de comportamiento solitario que mide 11 cm de longitud y pesa alrededor de 5 g. Su plumaje es de color verde oliva con potentes irisaciones de tonos rojos y cobrizos. Su pico es corto y recto, con la punta ligeramente inclinada hacia arriba

## Sistemática

### Descripción original
La especie M. theresiae fue descrita por primera vez por el zoólogo Francés Eugène Louis Simon en 1902 bajo el mismo nombre científico; su localidad tipo es: «Tayabamba, provincia de Pataz, Perú».

### Etimología
El nombre genérico femenino «Metallura» es una combinación de las palabras del griego «metallon» que significa ‘metal’, y «oura» que significa ‘cola’; y el nombre de la especie «theresiae», conmemora a Marie Thérèse Baer née Simon (1850-1924) esposa del negociante y coleccionador francés Gustave A. Baer.

### Taxonomía
La forma descrita M. theresiae rubriginosa (Cory), 1913 se considera un sinónimo de la nominal.

### Subespecies
Según las clasificaciones del Congreso Ornitológico Internacional (IOC) y Clements Checklist/eBird se reconocen dos subespecies, con su correspondiente distribución geográfica:
- Metallura theresiae parkeri Graves, 1981 – cordillera de Colán en el centro oeste de Amazonas, norte de Perú.
- Metallura theresiae theresiae Simon, 1902 – pendiente oriental de los Andes al este del río Marañón al sur hasta la cordillera de Carpish al norte del río Huallaga en Huánuco, norte y centro de Perú.